# Pierre l'Ermite
Pierre l'Ermite (Petre Sihastrul) (? – † 8 iulie 1115, lângă Huy) a fost un preot din Amiens și un lider religios al primei cruciade. 

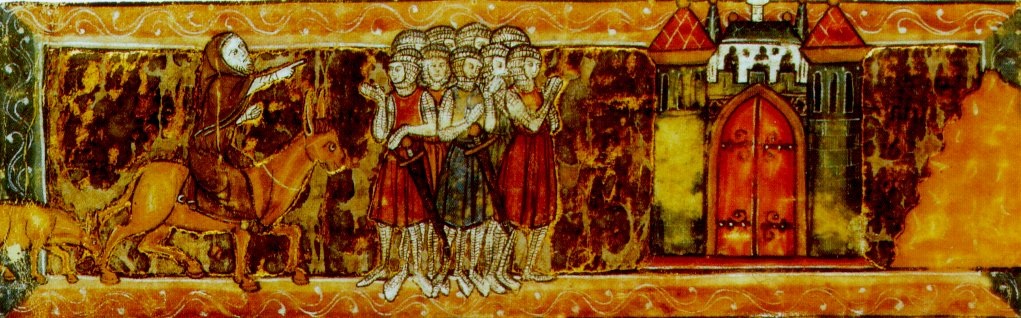
Pierre l'Ermite le arată cruciaților drumul spre Ierusalim. Miniatură franceză de pe la 1270.

## Perioada de până la 1096
În conformitate cu mărturia prințesei bizantine Ana Comnena, Pierre încercase să se ducă în pelerinaj la Ierusalim mai înainte de anul 1096, dar fusese împiedicat de turcii selgiucizi să ajungă la locurile sfinte și, în plus, fusese torturat.
Sursele istorice nu se pun de acord asupra faptului dacă Pierre a fost sau nu la faimoasa predică a Papei Urban al II-lea de la Conciliul de la Clermont din 1095. Ceea ce este sigur este faptul că Pierre l’Ermit a fost unul dintre cei care au predicat în Franța pentru mobilizarea pentru cruciadă, experiența proprie ajutându-l să vorbească mai înflăcărat. Călugărul a ajuns rapid faimos dat fiind modul foarte pasionat în care predica și cei mai mulți istorici sunt de acord că mii de țărani au fost convinși să ia parte la cruciadă în principal datorită eforturilor lui Pierre. La prima cruciadă au participat în afară de cavalerii nobili și de soldații de profesie și așa-numiții "pauperi", un termen prin care în Evul mediu indica un statut de om sărac sau de călugăr-cerșetor de pe domeniile ale bisericii. Pierre a organizat săracii într-un grup de pelerini purificați din punct de vedere spiritual și i-a condus, urmând să fie protejați de Sfânta Treime.

## Cruciada către Țara Sfântă
Călugărul Pierre a condus una dintre cele cinci coloane ale Cruciadei țăranilor spre destinația pelerinajului lor, Biserica Sfântului Mormânt. Deplasarea a început la Köln în aprilie 1096 și a ajuns la Constantinopol la sfârșitul lunii iulie. Bazileul Alexios I Comnen și Patriarhul Constantinopolului nu au fost deloc încântați să fie obligați să asigure cazare și masă pentru mulțimile de cruciați indisciplinați.
În timpul deplasării, mulți cruciați nu s-au putut aproviziona cu alimente și ori au suferit de foame, ori s-au întors la casele lor, iar cei care au ajuns în Balcani au fost victimele unor răufăcători care au răpit un mare număr de pelerini pentru a-i vinde ca sclavi. Numai coloana condusă de Pierre a reușit să ajungă la Constantinopol, unde s-a unit cu pelerinii conduși de Gauthier Fără de Avere într-un singur grup mai numeros. Pierre a început negocierile pentru îmbarcarea cruciaților pentru Țara Sfântă. Înte timp, împăratul nu a reușit să organizeze aprovizionarea corespunzătoare a taberei pelerinilor, iar cruciații au devenit din ce în ce mai neliniștiți, terminând prin a jefui depozitele imperiale.
Alexius, care era tot mai îngrijorat de dezordinile crescânde și de valul de cruciați care urma să vină, a terminat rapid negocierile cu Pierre și a ordonat îmbarcarea rapidă a membrilor Cruciadei săracilor pentru traversarea Bosforului din Europa în Asia la începutul lui august. Împăratul a mai promis ca după traversarea pelerinilor să asigure acestora gărzi și îndrumare către liniile turcești. Împăratul a avertizat cruciații că nu se pot deplasa fără ordinul său, dar în ciuda acestor avertismente, "pauperii" au părăsit totuși teritoriile bizantine. Turcii au început să hărțuiască și în cele din urmă au sfârșit prin a ataca mulțimile prost înarmate. Pierre s-a întors la Constantinopol și a cerut disperat ajutorul imperial.
Cruciații s-au retras pe teritoriul bizantin, urmăriți de aproape de turci. În timpul în care călugărul Pierre era încă absent din rândul pelerinilor, cruciații au fost prinși într-o ambuscadă și măcelăriți. În ciuda invocării protecției divine de către Pierre, cei mai mulți pelerini au fost uciși sau, supraviețuitori, au fost luați prizonieri și au fost vânduți în târgurile de scalvi. Pierre și un mic număr de pelerini au rămas la Constantinopol în iarna 1096 -1097, lipsiți de ajutorul bizantin, așteptând armatele cruciate de cavaleri și soldați de meserie, singurii alături de care mai putea spera să ajungă la Ierusalim.
Când au sosit principii și cavalerii lor, Pierre li s-a alăturat în calitate de membru al consiliului în mai 1097 și, împreună cu puținii adepți care-i mai rămăseseră, s-a îndreptat, prin Asia Mică, spre Ierusalim. Efectivele "pauperilor" nu au ajuns niciodată la numărul de dinainte de masacrul turcesc, dar rândurile cruciadei săracilor au fost completate cu cruciați dezarmați, răniți sau faliți. Până în final, în afară de rostirea unor predici mobilizatoare, Pierre l’Ermite nu a mai jucat un rol important în evenimentele care au urmat și care au dus la cucerirea Ierusalimului și stabilirea unor rute sigure pentru pelerinii care doreau să viziteze Locurile Sfinte din Palestina.
Despre Pierre mai avem vești de la Gilbert de Nogent. Acesta afirmă că Pierre ar fi încercat să scape din Antiohia asediată și înfometată, numindu-l pe călugăr o "stea căzătoare". Totuși, Guibert și alte surse amintesc de faptul că Pierre a fost cel care a ținut predicile în fața mulțimii de cruciați pe jumătate morți de foame, ceea ce i-a motivat pe luptătorii creștini să atace cu mare curaj armatele mult mai numeroase ale musulmanilor și să învingă în cele din urmă. Astfel, după ce și-a recăpătat faima, pe la mijlocul anului a fost trimis de principii cruciați să-l invite pe Kerbogha să rezolve toate diferendele printr-un duel cu un luptător creștin. Emirul a respins provocarea. În 1099, Pierre este numit vistiernic al donațiilor în timpul asediului de la Arqa (martie) și a fost conducătorul procesiunilor religioase din jurul zidurilor Ierusalimului mai înainte de cucerirea orașului, iar mai târziu a fost conducătorul procesiunilor din oraș, care au precedat miraculoasa victorie din bătălia de la Ascalon (august). La sfârșitul anului a plecat la Latakia, de unde a călătorit pe mare spre Europa de Vest. După acest moment nu se mai știe nimic despre el în afară de faptul că a murit în 1131, ca preot al bisericii Sfântului Mormânt pe care o ctitorise în Franța.

## Rolul lui Pierre l’Ermite în predicarea primei cruciade
Deși istoricii catolici de mai târziu și oamenii de știință moderni nu sunt de acord cu aceată idee, istoricul medieval William de Malmesbury a considerat că Pierre l’Ermite a fost adevăratul autor și inițiator al Primei cruciade. Se povestește cum, într-o primă vizită la Ierusalim, mai înainte de 1096, Isus Cristos i-ar fi apărut călugărului în Biserica Sfântului Mormânt și l-ar fi poruncit să predice cruciada. Aceiași istorie apare și în scrierile lui William din Tyr, ceea ce dovedește și la câteva generații după victoria primei cruciade, descendenții cuceritorilor Ierusalimului îl credeau deja pe Pierre ca fiind inițiatarul mișcării. Originea unei astfel de legende poate fi de oarecare interes. Heinrich von Sybel dugerează în lucrarea sa Geschichte des ersten Kreuzzuges că în tabăra pauperilor, care exista imediat lângă cea a cavalerilor, Pierre a început să fie idolatrizat în paralel cu un proces asemănător care îl privea pe Godfrey de Bouillon.
Considerând ca valabil acest punct de vedere, Pierre ar fi devenit în mod natural inițatorul cruciadei, tot așa cum Godfrey a devenit fondatorul Regatului Ierusalimului și legiuitorul noii țări. Această versiune a faptelor lui Pierre pare tot atât de veche ca și poemul Chanson des chétifs, scris de Raymond din Antiohia în onoarea lui l’Ermit și a tovarăsilor săi pe la 1130, poem care face acum parte din așa-numitul "Ciclu al cruciadei".
Spre deosebire de marea majoritate a învățaților și scriitorilor contemporani care erau de acord că Pierre a fost inițiatorul cruciadei și că obiectivele acestei mișcări au devenit treptat corupte și violente în contrast cu obiectivele pure și non-violente ale cruciadei țăranilor, istorici mai apropiați de zilele noastre consideră o asemenea părere ca un exemplu elocvent al amplificării legendare a faptelor primei cruciade, o amplificare care a dus încă din timpul cruciadei a uneia sau alteia dintre tabere (a "pauperilor" sau a cavalerilor).
Cei mai de încredere autori care au oferit informații despre istoria lui Pierre l’Ermite sunt considerați Ana Comnen pentru adevăratul Pierre și Gesta Francorum al lui Albert de Aix pentru legendarul Pierre.